# USS LST-17
O USS LST-17 foi um navio de guerra norte-americano da classe LST que operou durante a Segunda Guerra Mundial.